# Ardisia clavelligera
Ardisia clavelligera är en viveväxtart som beskrevs av C.L. Lundell. Ardisia clavelligera ingår i släktet Ardisia och familjen viveväxter. Inga underarter finns listade i Catalogue of Life.